# Tema (miasto)
Tema – miasto portowe w Regionie Wielka Akra w Ghanie, jest stolicą Dystryktu Stołecznego Tema. Miasto ma 209 tys. mieszkańców (2005). Tema leży 25 km na wschód od Akry. Było małą wioską rybacką do roku 1960, rozwój nastąpił w wyniku budowy w miejscowości głównego portu morskiego Ghany. Jest ośrodkiem przetwórstwa ropy naftowej i ośrodkiem przemysłowym. 

## Historia
Po roku 1950 Takoradi i inne starsze porty pełnomorskie Ghany nie były w stanie obsłużyć zwiększającego się handu zagranicznego. Budowa drugiego portu pełnomorskiego okazała się niezbędna, szczególnie dla wschodniej części kraju i dorzecza Wolty. W roku 1951 na miejsce budowy wybrano Temę w związku z jej położeniem blisko rzek Wolta i Akra, miejscowych rezerw materiałów wykorzystanych do budowy falochronów oraz głębokiej wody daleko od brzegu, które minimalizowało roboty przy pogłębianiu dna. Port otwarty został formalnie w roku 1962.

## Struktura
Tema New Town – jedna z 26 gmin w okręgu miejskim Tema. Położenie
5°41′07,23″N 0°03′42,47″E/5,685342 0,061797, populacja 74,874 mieszkańców.
Nowe Miasto było zbudowane po roku 1952 w okolicy miasta Tema (na 166 km², które rząd Ghany wykupił i przekazał korporacji Tema Development Corporation) i było zaprojektowane jako kompleks przemysłowo-mieszkaniowy. W latach sześćdziesiątych XX wieku z powodu nowych możliwości zatrudnienia rozpoczął się wielki napływ ludności ale korporacja nie była zdolna wybudować odpowiedniej ilości mieszkań i tym samym zaspokoić potrzeb tej migracji. W związku z tym blisko miasta Tema powstała wielka dzielnica slumsów - Ashiaman. Slumsy te utrzymywały się pomimo rozpoczęcia budowy projektów zagwarantowanych przez Radę Miejską Temy.

## Port morski
Otwarty w 1962 port jest największym portem morskim w kraju. Obsługuje on 80% krajowego morskiego handlu zagranicznego i jest także punktem przeładunkowym towarów dla państw położonych w głębi lądu, m.in. Burkiny Faso, Mali i Nigru. 
Powierzchnia wodna portu wynosi 1,7 km², natomiast powierzchnia lądowa - 3,9 km². Port posiada falochrony o łącznej długości 5 km, 12 głębokowodnych stanowisk przeładunkowych, stanowisko dla tankowców oraz stocznię z suchym dokiem i pochylnią.
Na wschód od głównego portu znajduje się nabrzeże rybackie z chłodniami oraz obiektami handlowymi.

## Miasta partnerskie
- San Diego, USA
- Greenwich, Londyn, Wielka Brytania